# Cassistrellus yokdonensis
Cassistrellus yokdonensis — вид рукокрилих родини лиликових (Vespertilionidae).

## Опис
Це середнього розміру представник родини лиликових (маса тіла ≈ 15 г), що характеризується загостреними вузькими крилами, подібними за формою до видів Nyctalus, але не такими вузькими. Волосяний покрив не блискучий, розсіяний з короткими волосками, гвоздично-коричневий дорсально, світліше бежевий вентрально і кремовий на горлі. Колір крил та інших частин шкіри чорно-коричневий. Мембрани крил прикріплюються до дистального кінця плесна. 

## Поширення
Поки-що відомий лише з В'єтнаму, з Національного парку Йок Дон (в'єт. Vườn quốc gia Yok Đôn).